# Alexanderkatedralen, Narva
Alexanderkatedralen i Narva (på estniska Narva Aleksandri Suurkirik) är stadens lutherska kyrka. Den är den största i Estland, och byggdes mellan 1881 och 1884 efter ritningar av Otto Pius Hippius, för medel från Kreenholms bomullsspinneri.
Kyrkan hade vid invigningen den 28 maj 1884 2 500 sittplatser, med plats för sammanlagt 5 000 människor, och tjänstgjorde ursprungligen som kyrka för arbetarna på Kreenholm. Kyrkan har fått sitt namn efter tsar Alexander II, som mördades 1881. Den är byggd i nyromansk stil, och dess klocktorn är 60,75 meter högt.
Den 6 mars 1944 bombades kyrkan av ryssarna, och taket skadades. Den 24 juli samma år förstördes tornet, enligt uppgift av den tyska armén som lämnade staden. Kyrkan började åter byggas upp 1956, och gudstjänster hölls i kyrkan fram till 1962, då sovjetmyndigheterna exproprierade den och gjorde om den till ett lager. 1990 återfick församlingen kyrkan, och efter 32 år återupptogs gudstjänsterna i kyrkan den 8 juli 1994. Exteriören och klocktornet har restaurerats, men interiören är fortfarande i mycket dåligt skick. De nya kyrkfönstren av den tysk-estniska konstnären Dolores Hoffmann sattes in 2004.
Sedan 2000 har Alexanderkatedralen officiell status som domkyrka för östra Estland inom Estniska evangelisk-lutherska kyrkan, men inte organisatoriskt som biskopssäte. Församlingen gick i konkurs 2015 till följd av oförmågan att täcka kostnaden för tornrestaureringen, vilket ledde till att kyrkobyggnaden en tid låg ute till auktion. Ett initiativ från ärkebiskop Urmas Viilma med ett upprop om att samla in medel från privatpersoner till att täcka kostnaderna inleddes. Sedermera beslutade Estlands regering att skjuta till de nödvändiga medlen för att täcka kostnaden, medan den andra hälften betalades av estniska evangelisk-lutherska kyrkan.